# Plectrocnemia clavata
Plectrocnemia clavata is een fossiele soort schietmot uit de familie Polycentropodidae.